# Krapovickasia flavescens
Krapovickasia flavescens là một loài thực vật có hoa trong họ Cẩm quỳ. Loài này được (Cav.) Fryxell mô tả khoa học đầu tiên năm 1978.